# Adalbert d'Augsbourg
Adalbert d'Augsbourg (allemand : Adalbero ou Adelbero von Augsburg), né à Dillingen an der Donau et mort le 28 avril 909 à Augsbourg (duché de Bavière), est évêque d'Augsbourg de 877 à 909.
Ce personnage n'est pas à confondre avec l'actuelle famille d'Augsbourg.

## Historique
Adalbert aurait été formé à l'abbaye d'Ellwangen, puis serait devenu moine et enfin abbé dans ce même établissement. Toutefois, l'historicité de ce parcours n'est pas attestée.
Après le décès en 887 de Witgar, évêque et chancelier d'Empire sous Louis l'Allemand et Charles le Gros, Adalbert lui succède à l'évêché d'Augsbourg. Talentueux, adroit et issu d'une famille noble (probablement de la famille des contes de Dillingen (de)), Adalbert devient rapidement le favori et un proche conseiller du roi Arnulf, qu'il accompagne à son couronnement d'empereur en 895 à Rome. Arnulf lui confie l'éducation de son fils Louis, qu'Adalbert baptise en 893 en présence de l'archevêque Hatton Ier de Mayence. Probablement en mai 895 (lors du synode de Trebur), Adalbert est nommé à la tête de la faible abbaye de Lauresheim (Lorsch). Il démissionne de cette fonction au bout de quelques années, après avoir établi l'ordre religieux et accordé à l'abbaye le droit de choisir librement son abbé. Il est mentionné pour la dernière fois dans les documents de l'abbaye en l'an 900. 
Adalbert exerce une influence considérable en tant que conseiller du roi Louis, au point d'être perçu comme le régent de l'Empire à cette époque. Louis lui témoigne une affection infantile, car il le considère comme son éducateur de confiance, son père spirituel et son enseignant. Adalbert meurt en fonction le 28 avril 909, un an et demi avant Louis le 4 octobre 910.
Adalbert est très cultivé en sciences et en arts. C'est très probablement à lui qu'est dédiée la chronique de Réginon de Prüm, qu'il lui envoie à relire et à critiquer. Adalbert est aussi un ami proche des professeurs de Saint-Gall ; en 908, il séjourne chez eux le temps d'un festival, et offre d'onéreux présents à leur monastère. Par ailleurs, Adalbert impressionne ses contemporains grâce à ses talents musicaux.